# 8202 Gooley
8202 Gooley (1994 CX2) là một tiểu hành tinh vành đai chính được phát hiện ngày 11 tháng 2 năm 1994 bởi K. Endate và K. Watanabe ở Kitami.